# Rotenberg, Bärenkopf, Habichtsberg und Wihupsberg
Das Naturschutzgebiet Rotenberg, Bärenkopf, Habichtsberg und Wihupsberg liegt auf dem Gebiet der Gemeinde Kalletal im Kreis Lippe in Nordrhein-Westfalen.

## Lage
Das Gebiet erstreckt sich in der Mitte der Gemeinde zwischen dem nördlich gelegenen Langenholzhausen und dem südwestlich gelegenen Hohenhausen – beide Ortsteile der Gemeinde Kalletal. Westlich des Gebietes verläuft die Bundesstraße 238 und fließt die Westerkalle, durch den nordöstlichen Bereich verläuft die Landesstraße 961. Nordöstlich verläuft die Landesgrenze zu Niedersachsen. Südlich grenzt das Landschaftsschutzgebiet Tiefental an.

## Lebensräume und Biotoptypen
Im Schutzgebiet sind folgende Biotoptypen (Auswahl) ausgewiesen:
- Acker
- Aufforstung
- Bach
- Buchenmischwald mit einheimischen Laubbaumarten
- Buchenwald
- Eichen-Buchenmischwald
- Eichenwald
- Eschenmischwald
- Fettweide
- Fettwiese
- Fichtenmischwald mit einheimischen Laubbaumarten
- Fichtenwald
- Gebüsch, Strauchgruppe
- Grünlandbrache
- Hecke
- Kalkhalbtrockenrasen, Kalkmagerrasen
- Kalksteinbruch
- Kiefernmischwald mit einheimischen Laubbaumarten
- Kiefernwald
- Kleingewässer, stehend
- Magergrünland, brachgefallen
- Magerweide
- Nadelbaum-Buchenmischwald
- Nass- und Feuchtweide
- Orchideen-Buchenwald
- Quellbach
- Streuobstweide
- Sturzquelle
- Wald, Jungwuchs
- Weihnachtsbaumkultur

## Bedeutung
Das etwa 381,1 Hektar große Gebiet mit der Schlüssel-Nummer LIP-033 steht seit dem Jahr 1995 unter Naturschutz. Schutzziele sind
- die Erhaltung, Sicherung und Wiederherstellung vielfältig strukturierter, hydrogeologisch, klimatisch, faunistisch und botanisch wertvoller Lebensräume, geomorphologisch bedeutsamer Strukturen,
- die Erhaltung, Sicherung, Wiederherstellung und Entwicklung extensiv genutzter Hecken-Grünlandkomplexe, Talbereiche sowie Waldflächen als prägende Elemente von hervorragender Schönheit sowie
- die Erhaltung und Entwicklung gut ausgebildeter, naturnaher Buchenwälder.[2]

## Flora und Fauna
Folgende, seltene und teils vom Aussterben bedrohte Arten (Auswahl) sind im Naturschutzgebiet Rotenberg, Bärenkopf, Habichtsberg und Wihupsberg beschrieben:

### Flora
- Acker-Glockenblume (Campanula rapunculoides)
- Acker-Kratzdistel (Cirsium arvense)
- Acker-Witwenblume (Knautia arvensis)
- Aronstab (Arum maculatum)
- Arznei-Thymian (Thymus pulegioides)
- Aufgeblasenes Leimkraut (Silene vulgaris)
- Berg-Ahorn (Acer pseudoplatanus)
- Besenheide (Calluna vulgaris)
- Breitblättrige Stendelwurz (Epipactis helleborine)
- Brombeere (Rubus sectio Rubus)
- Busch-Windröschen (Anemone nemorosa)
- Ähriges Christophskraut (Actaea spicata)
- Deutsches Weidelgras (Lolium perenne)
- Draht-Schmiele (Deschampsia flexuosa)
- Dreinervige Nabelmiere (Moehringia trinervia)
- Echte Brunnenkresse (Nasturtium officinale)
- Echte Nelkenwurz (Geum urbanum)
- Echtes Johanniskraut (Hypericum perforatum)
- Echtes Lungenkraut (Pulmonaria officinalis)
- Echtes Springkraut (Impatiens noli-tangere)
- Echtes Tausendgüldenkraut (Centaurium erythraea)
- Einblütiges Perlgras (Melica uniflora)
- Eingriffliger Weißdorn (Crataegus monogyna)
- Elsbeere (Sorbus torminalis)
- Feld-Ahorn (Acer campestre)
- Fichte (Picea abies)
- Fieder-Zwenke (Brachypodium pinnatum)
- Finger-Segge (Carex digitata)
- Frauenfarn (Athyrium filix-femina)
- Frühlings-Segge (Carex caryophyllea)
- Fuchs’ Greiskraut (Senecio ovatus)
- Gänseblümchen (Bellis perennis)
- Gefalteter Schwaden (Glyceria notata)
- Gefleckter Schierling (Conium maculatum)
- Geflügelte Braunwurz (Scrophularia umbrosa)
- Gelbes Windröschen (Anemone ranunculoides)
- Gemeine Braunelle (Prunella vulgaris)
- Gemeine Waldrebe (Clematis vitalba)
- Gemeiner Beifuß (Artemisia vulgaris)
- Gemeiner Dost (Origanum vulgare)
- Gemeiner Schneeball (Viburnum opulus)
- Gemeines Hornkraut (Cerastium holosteoides)
- Gemeines Quellmoos (Philonotis fontana)
- Gewöhnliche Goldnessel (Galeobdolon luteum)
- Gewöhnliche Kreuzblume (Polygala vulgaris)
- Gewöhnlicher Hornklee (Lotus corniculatus)
- Gewöhnlicher Wurmfarn (Dryopteris filix-mas)
- Gewöhnliches Knäuelgras (Dactylis glomerata)
- Gewöhnliches Pfaffenhütchen (Euonymus europaeus)
- Gold-Klee (Trifolium aureum)
- Großer Klappertopf (Rhinanthus serotinus)
- Großes Hexenkraut (Circaea lutetiana)
- Grünliche Waldhyazinthe (Platanthera montana)
- Hängende Segge (Carex pendula)
- Hain-Rispengras (Poa nemoralis)
- Hainbuche (Carpinus betulus)
- Haselnuss (Corylus avellana)
- Herbst-Löwenzahn (Scorzoneroides autumnalis)
- Hohe Schlüsselblume (Primula elatior)
- Huflattich (Tussilago farfara)
- Hunds-Rose (Rosa canina)
- Kleinblättrige Stendelwurz (Epipactis microphylla)
- Kleine Bibernelle (Pimpinella saxifraga)
- Kleine Wasserlinse (Lemna minor)
- Kleiner Dornfarn (Dryopteris carthusiana)
- Kleiner Wiesenknopf (Sanguisorba minor)
- Kleines Habichtskraut (Hieracium pilosella)
- Knotige Braunwurz (Scrophularia nodosa)
- Kriechende Quecke (Elymus repens)
- Land-Reitgras (Calamagrostis epigejos)
- Langblättriges Waldvöglein (Cephalanthera longifolia)
- Mauerlattich (Mycelis muralis)
- Mittlerer Klee (Trifolium medium)
- Moschuskraut (Adoxa moschatellina)
- Nestwurz (Neottia nidus-avis)
- Nickendes Perlgras (Melica nutans)
- Purgier-Lein (Linum catharticum)
- Rainfarn (Tanacetum vulgare)
- Rapunzel-Glockenblume (Campanula rapunculus)
- Riesen-Goldrute (Solidago gigantea)
- Riesen-Schwingel (Festuca gigantea)
- Roter Hartriegel (Cornus sanguinea)
- Rotes Straußgras (Agrostis capillaris)
- Rotschwingel (Festuca rubra)
- Salbei-Gamander (Teucrium scorodonia)
- Sand-Birke (Betula pendula)
- Sanikel (Sanicula europaea)
- Scharbockskraut (Ficaria verna)
- Schönes Frauenhaarmoos (Polytrichum formosum)
- Schwanenhals-Sternmoos (Mnium hornum)
- Schwarz-Erle (Alnus glutinosa)
- Schwarzer Holunder (Sambucus nigra)
- Schwimmendes Laichkraut (Potamogeton natans)
- Seidelbast (Daphne mezereum)
- Skabiosen-Flockenblume (Centaurea scabiosa)
- Späte Wald-Trespe (Bromus ramosus)
- Spitz-Ahorn (Acer platanoides)
- Spitz-Wegerich (Plantago lanceolata)
- Stattliches Knabenkraut (Orchis mascula)
- Süßkirsche (Prunus avium)
- Sumpf-Hornklee (Lotus pedunculatus)
- Sumpf-Kratzdistel (Cirsium palustre)
- Tauben-Skabiose (Scabiosa columbaria)
- Tauben-Storchschnabel (Geranium columbinum)
- Trauben-Holunder (Sambucus racemosa)
- Vielblütige Weisswurz (Polygonatum multiflorum)
- Wald-Bingelkraut (Mercurialis perennis)
- Wald-Erdbeere (Fragaria vesca)
- Wald-Flattergras (Milium effusum)
- Wald-Knäuelgras (Dactylis polygama)
- Wald-Labkraut (Galium sylvaticum)
- Wald-Sauerklee (Oxalis acetosella)
- Wald-Veilchen (Viola reichenbachiana)
- Waldgerste (Hordelymus europaeus)
- Waldmeister (Galium odoratum)
- Weiße Hainsimse (Luzula luzuloides)
- Weißes Waldvögelein (Cephalanthera damasonium)
- Wiesen-Kammgras (Cynosurus cristatus)
- Wiesen-Bärenklau (Heracleum sphondylium)
- Wiesen-Flockenblume (Centaurea jacea)
- Wiesen-Kümmel (Carum carvi)
- Wiesen-Labkraut (Galium mollugo)
- Wiesen-Lieschgras (Phleum pratense)
- Wiesen-Pippau (Crepis biennis)
- Wiesen-Schafgarbe (Achillea millefolium)
- Winkel-Segge (Carex remota)
- Wolliges Honiggras (Holcus lanatus)
- Zaun-Wicke (Vicia sepium)
- Zweigriffliger Weißdorn (Crataegus laevigata)

### Fauna
- Bachforelle (Salmo trutta fario)
- Baummarder (Martes martes)
- Bechsteinfledermaus (Myotis bechsteinii)
- Bergmolch (Triturus alpestris)
- Braunes Langohr (Plecotus auritus)
- Breitflügelfledermaus (Eptesicus serotinus)
- Dachs (Meles meles)
- Dorngrasmücke (Sylvia communis)
- Eisvogel (Alcedo atthis)
- Erdkröte (Bufo bufo)
- Fadenmolch (Triturus helveticus)
- Flussmützenschnecke (Ancylus fluviatilis)
- Fransenfledermaus (Myotis nattereri)
- Graureiher (Ardea cinerea)
- Großer Abendsegler (Nyctalus noctula)
- Großes Mausohr (Myotis myotis)
- Habicht (Accipiter gentilis)
- Haselmaus (Muscardinus avellanarius)
- Hirschkäfer (Lucanus cervus)
- Hohltaube (Columba oenas)
- Kaisermantel (Argynnis paphia)
- Kammmolch (Triturus cristatus)
- Kleine Bartfledermaus (Myotis mystacinus)
- Kleinspecht (Dryobates minor)
- Kolkrabe (Corvus corax)
- Neuntöter (Lanius collurio)
- Rotmilan (Milvus milvus)
- Saatkrähe (Corvus frugilegus)
- Schachbrettfalter (Melanargia galathea)
- Schwarzspecht (Dryocopus martius)
- Siebenschläfer (Glis glis)
- Sperber (Accipiter nisus)
- Sumpfgrashüpfer (Chorthippus montanus)
- Teichmolch (Triturus vulgaris)
- Wasseramsel (Cinclus cinclus)
- Wasserfledermaus (Myotis daubentonii)
- Wasserspitzmaus (Neomys fodiens)
- Wechselkröte (Bufo viridis)
- Zwergfledermaus (Pipistrellus pipistrellus)